# Zippomobile
Zippomobile, ou ainda Zippo Car, é um famoso e exótico automóvel em forma de isqueiro, criado em 1947 pela empresa Zippo com o objetivo de promover a marca.
Em 1997, para comemorar os 50 anos do carro, foi criada uma segunda versão do mesmo, chamada ZippoMobile – Car II, com um motor  Chevrolet 350 CID / 250 HP / V8.
Em 2011, dando continuidade à família "Zippomobile", foi criado o Zippo Jeep.